# Гасоян, Владимир Бадоевич
Влади́мир Бадо́евич Гасоя́н (также встречается написание фамилии Гасаян; род. 5 октября 1953) — штурман экипажа самолёта Ту-134А управления гражданской авиации Тбилисского авиационного предприятия. Герой Советского Союза (1984).

## Биография
Родился 5 октября 1953 года в Тбилиси. По национальности езид. В 1972 году окончил Рыльское авиационное училище гражданской авиации. Старший лейтенант запаса. Летал на Ил-18, прошёл переподготовку на Ту-134. После попытки угона самолёта месяц находился в госпитале (в отличие от других членов экипажа ранений не имел, но обследовался на последствия стресса), далее реабилитировался в санатории, в итоге всему экипажу была поставлена группа инвалидности и он был снят с лётной работы. Гасоян добился медицинского освидетельствования и возвращения к полётам. На обложке журнала «Гражданская авиация» в 1984 году напечатано фото героического экипажа с тремя выжившими, стюардесса Ирина Химич ещё находилась на излечении.
Проживал в Тбилиси, но в 1990-х годах переехал в Москву, где работал в аэропорту «Шереметьево».
С 2014 года на пенсии. Является членом Международной ассоциации ветеранов подразделения антитеррора «Альфа», лично хорошо знаком с её бывшим командиром Г. Н. Зайцевым. Встречается с молодежью, ведёт работу по патриотическому воспитанию.

## История подвига
18 ноября 1983 года был членом экипажа самолёта Ту-134А, выполнявшего рейс по маршруту Тбилиси — Батуми — Киев — Ленинград. На борту самолёта находилось 64 человека, из них 57 пассажиров и 7 членов экипажа.
Во время полёта авиалайнер подвергся атаке группы вооружённых преступников (7 человек). Бандиты избили (позднее застрелили) бортпроводницу, смертельно ранили бортинженера, замначальника лётно-штурманского отдела Управления гражданской авиации Грузинской ССР (Валентина Крутикова, Анзор Чедия, Завен Шабартян) и двух пассажиров. Захватив самолёт и проникнув в кабину пилотов, приставив им к головам пистолеты, преступники потребовали совершить посадку в Турции. Поскольку Гасоян находился в штурманской кабине закрытой шторкой, о существовании которой бандиты не знали, услышав хлопки он успел извлечь оружие. На его глазах был убил бортинженер. Открыв огонь со своего низко расположенного места он убил одного и ранил второго угонщика. Пилоты освободившись и используя табельное оружие также смогли вести огонь, очистили кабину от террористов и изнутри закрыли дверь. Самолёт был посажен в аэропорту Тбилиси. 19 ноября 1983 года спецслужбы провели боевую операцию по освобождению заложников (по системе «Набат»). В ходе операции один террорист был застрелен, один застрелился сам, остальные в 6 часов 55 минут были обезврежены, пассажиры освобождены.

## Награды
6 февраля 1984 года за мужество и героизм, проявленные при задержании особо опасных преступников, Указом Президиума Верховного Совета СССР командиру экипажа А. Б. Гардапхадзе и штурману В. Б. Гасояну было присвоено звание Героя Советского Союза. Владимиру Гасояну вручены орден Ленина и медаль «Золотая Звезда» за номером 11504.
За посадку в 1993 году в Сухуми самолёта, который был поражен в хвостовую плоскость ракетой земля-воздух во время грузино-абхазского конфликта, в составе экипажа В. Б. Гасоян был награждён грузинским орденом Вахтанга Горгасала.
В городе Рыльске на одном из учебных корпусов Рыльского авиационного технического колледжа гражданской авиации установлена памятная доска в память о выпускнике-герое.